# جامعة فيينا الطبية
جامعة فيينا الطبية (بالألمانية: Medizinische Universität Wien) هي جامعة نمساوية بحثية طبية مقرها مدينة فيينا.

## التاريخ
أسس الجامعة رودولف الرابع، دوق النمسا، سنة 1365، وهي بذلك أقدم مدرسة طبية في العالم الناطق بالألمانية، والمدرسة الطبية الثانية في الأراضي الخاضعة للإمبراطورية الرومانية المقدسة، بعد جامعة كارلوفا في براغ.

## حاضر الجامعة
تعد جامعة فيينا الطبية حاليًا أكبر مؤسسة طبية في النمسا، كما تعد واحدة من أفضل المؤسسات البحثية في أوروبا، ومستشفاها التعليمي هو مستشفى فيينا العام، الذي يتكون جميع طاقمه الطبي من العاملين بجامعة فيينا الطبية.
تتألف الجامعة من 31 عيادة طبية جامعية ومعهدًا إكلينيكيًا، و12 قسمًا للعلوم النظرية، وتُجري بها حوالي 48 ألف عملية جراحية سنويًا.

## خريجو وأساتذة الجامعة
حصل سبعة من المنتسبين إلى جامعة فيينا الطبية على جائزة نوبل، ومنهم:
- روبرت باراني (جائزة نوبل في الطب سنة 1914)[4]
- يوليوس فاغنر فون ياورغ (جائزة نوبل في الطب سنة 1927)[5]
- كارل لاندشتاينر (جائزة نوبل في الطب سنة 1930)[6][7]

كما تخرج سيغموند فرويد في جامعة فيينا الطبية وعمل طبيبًا ومحاضرًا في المستشفى العام، وفيه قام بأبحاثه عن الشلل الدماغي والحبسة والتشريح العصبي المجهري.